# Ибрахим, Фаджр
Фаджр Ибрахим (араб. فجر إبراهيم‎; род. 22 июня 1964, Дамаск) — сирийский футболист и тренер.

## Карьера
Всю свою карьеру провел в клубе «Аль-Вахда». Причем на взрослом уровне он дебютировал за него в 15 лет. В его составе Ибрахим побеждал в кубке и суперкубке страны. В течение пяти лет крайний защитник вызывался в расположение сборной Сирии.
Завершив карьеру бывший футболист стал тренером. За 13 лет Фаджр Ибрахим пять раз принимал сборную страны. В последний раз это произошло в январе 2019 года, когда уже по ходу группового этапа Кубка Азии специалист встал у руля команды вместо немца Бернда Штанге, с которым сирийцы в двух первых матчах набрали всего одно очко. Однако встряска не помогла сборной, которая в заключительном туре с Ибрахимом уступила Австралии и заняла последнее место в группе.
Помимо работы в национальной команды, наставник руководил клубами Сирии, Ирака и Малайзии.

## Достижения

### Футболиста
- Обладатель Кубка Сирии: 1993
- Обладатель Суперкубка Сирии: 1993

### Тренера
- Чемпион Сирии': 2011/12
- Финалист Кубка Неру (2): 2007, 2009.[4]